# 0062
0062(공공육이)는 2025년 론칭한 대한민국의 패션 브랜드이다.

## 상세
공공육이는 광주 출신의 김익범 대표와 최승관 공동대표에 의해 설립되었고, 예술과 패션에 대한 감수성이 높은 MZ세대, 특히 20대 중후반에서 30대 초반의 소비자를 주요 타겟으로 한다. 브랜드명은 창립자 김익범 대표의 생년(2000)에서 따온 "00"과 공동대표 최승관의 고향인 광주의 지역번호 "062"를 결합하여 지어졌다.
공공육이의 디자인은 성별에 구애받지 않는 유니섹스 감성을 지향하며, 다양한 소비자층이 자신의 정체성을 자유롭게 표현할 수 있도록 돕는다. 또한 의복의 미학과 철학을 현대적인 감각으로 재해석하여, 전통과 현대가 조화를 이루는 독창적인 스타일을 창조해낸다. 이러한 디자인 접근은 착용자의 태도와 개성을 실루엣에 반영함으로써, 옷이 곧 그 사람의 정체성을 드러내는 상징이 되도록 한다.
1. ↑  “0062”. 2025년 7월 26일에 확인함.
2. ↑  bizno.net. “공공육이(0062)”. 2025년 7월 26일에 확인함.
3. ↑  MONEYPIN. “사업자등록번호 조회 - 사업자정보 플랫폼”. 2025년 7월 26일에 확인함.